# Средњошколски центар „Алекса Шантић“ Невесиње
Средњошколски центар „Алекса Шантић” је носилац средњошколског образовања у општини Невесиње. Налази се у улици Војводе Петра Самарџића бб у Невесињи.

## Историјат
Средњошколски центар „Алекса Шантић” је основан 30. августа 1965. Школске 2020—2021. године је садржао 116 ученика уписаних у јунском уписном року у први разред, чиме је попуњено два одјељења Гимназије и по једно одјељење Медицинских и Пословно–правних техничара. За занимање Машински техничар за Компјутерско конструисање је уписано шеснаест ученика. Данас садрже струке Здравство, Гимназија, Машинство и обрада метала и Економија, право и трговина. Организатори су разних активности међу којима је манифестација Традиционални дефиле градским улицама.